# Battaglia di Agordat
La battaglia di Agordat  fu una battaglia della seconda guerra mondiale combattuta ad Agordat in Eritrea dal 26 gennaio al 31 gennaio 1941. Rappresentò la fase iniziale della campagna dell'Africa Orientale Italiana e avvenne nella fase intermedia tra la conquista di Cassala e la battaglia di Cheren. Vide contrapposti gli schieramenti italiani e anglo-sudanesi.

## Le fasi iniziali
Le truppe italiane in ritirata da Cassala attraversarono l'Eritrea occidentale per raggiungere le posizioni fortificate della linea Agordat Barentù. Nel corso della ritirata compiuta in stretto contatto con i britannici che tallonavano le forze italiane, numerosi furono gli scontri di retroguardia. In uno di questi scontri, al fine di ritardare l'avanzata nemica, si sacrificò il Gruppo squadroni amhara del tenente Amedeo Guillet. Il colonnello Orlando Lorenzini che aveva assunto il comando delle truppe italiane già nella fase di ripiegamento fece il possibile per rafforzare le difese di Agordat. Le forze italiane erano costituite da 10 battaglioni Àscari, un battaglione di Camicie Nere e dai resti dello squadrone di cavalleria amhara del tenente Amedeo Guillet. Ai reparti italiani si aggiunse anche una compagnia di marinai tedeschi che allo scoppio della guerra si erano trovati bloccati con la nave nel porto di Massaua. Il 26 gennaio 1941 i reparti italiani furono raggiunti dagli inglesi.

## La battaglia

Fasi della campagna d'Eritrea

Le truppe inglesi si divisero in due tronconi: la 4th Indian Infantry Division attraverso Keru raggiunse Agordat; la 5th Indian Infantry Division passò più a sud raggiungendo Barentù. La 4th Indian Infantry Division, del maggior generale Noel Beresford-Peirse, sottopose le difese italiane a un intenso bombardamento già il 26 gennaio. Allo stesso tempo l'aviazione sudafricana della Suid-Afrikaanse Lugmag riuscì a distruggere buona parte dei velivoli italiani ancora a terra negli aeroporti di Asmara e di Gura. Da questo momento le forze britanniche ottennero per tutta la durata del conflitto la supremazia aerea nell'Africa Orientale Italiana. Il 29 gennaio un attacco britannico, portato dai reparti indiani, portò alla conquista del monte Cochen, contro cui fallì il successivo contrattacco italiano. Il 31 gennaio si scatenò invece l'assalto definitivo contro le posizioni italiane, che inizialmente fu contenuto, ma in seguito infranse le difese. Nello sfondamento delle linee italiane furono determinanti per i britannici la superiorità numerica, il dominio incontrastato dei cieli e i nuovi carri armati Mk II Matilda che apparivano invulnerabili all'artiglieria italiana. Spesso le truppe italiane dovettero ripiegare disordinatamente per sfuggire al contatto con i carri armati inglesi..
Contemporaneamente scattò l'attacco britannico contro Barentù. Le truppe coloniali italiane al comando del generale Bergonzi, resistettero agli assalti e talvolta riuscirono a contrattaccare vittoriosamente. Alla notizia della caduta di Agordat ripiegarono ordinatamente verso Cheren il 2 febbraio disimpegnandosi dal nemico.

## L'evacuazione di Agordat
Le truppe britanniche si gettarono subito all'inseguimento dei reparti italiani ma dovettero arrestarsi presso il fiume Barca dove gli uomini del colonnello Orlando Lorenzini avevano provveduto a far saltare l'unico ponte e a minare il greto del fiume. A causa di questo ritardo gli italiani ebbero il tempo di ripiegare su Cheren, di fortificare l'area e di far saltare le vie d'accesso. Qui si verificò poi la decisiva battaglia di Cheren per il possesso dell'Eritrea.